# 玛姬·L·沃克
玛姬·莉娜·沃克（Maggie Lena Walker；1864年7月15日—1934年12月15日）是一位美国商人、教师，1903年成为第一个创办银行并担任银行行长的非裔美国女性。
沃克位于弗吉尼亚州里士满杰克逊区的故居已成为国家历史遗址，由国家公园管理局管理。

## 早年

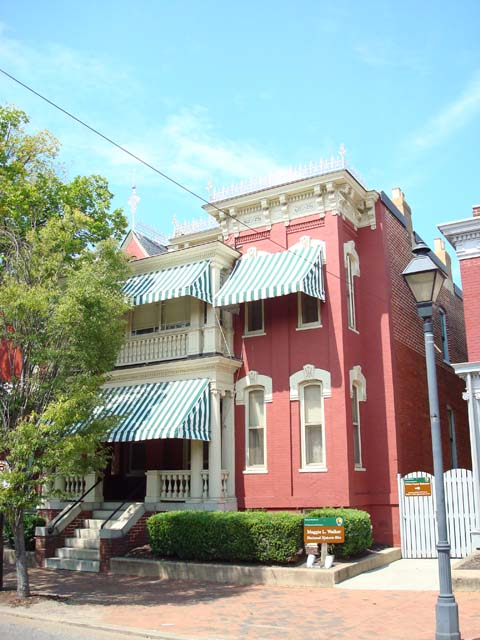
故居，现为国家历史遗址

玛姬·莉娜·沃克本名玛姬·莉娜·德雷珀（Maggie Lena Draper），1864年7月15日出生，是伊丽莎白·德雷珀（Elizabeth Draper）和艾克尔斯· 卡斯波特（Eccles Cuthbert）的女儿，她的母亲本是一名奴隶，在弗吉尼亚州里士满教堂山（Church Hill）伊丽莎白·范·卢的庄园担任助理厨师，在那里遇到了《纽约先驱报》的爱尔兰裔美国记者卡斯伯特，但伊丽莎白·德雷珀和卡斯伯特之间没有婚姻记录:1–2。玛姬出生后不久，德雷珀与范·卢庄园的管家威廉·米切尔（William Mitchell）结婚，婚后在1870年育有一子约翰尼。
威廉后成为圣查尔斯酒店（Saint Charles Hotel）领班，一家搬到了宽街附近，玛姬和约翰尼在那里长大:2。他们家靠近第一非洲浸信会教堂（First African Baptist Church），是当地黑人社区的中心:3。威廉·米切尔英年早逝，伊丽莎白·德雷珀靠做洗衣工养家糊口。玛姬就读于新成立的里士满公立学校，并给别人送衣服补贴家用。
十四岁时，玛姬加入了圣路加独立兄弟会（Independent Order of St. Luke），后者于1867年在巴爾的摩成立，为病人和老人提供人道主义帮助。

## 教学
1883年从里士满有色人种师范学校（今Armstrong High School）毕业后，她在山谷学校（Valley School）教了三年书。由于学校禁止雇用已婚妇女，她在1886年结婚后离职。

## 圣路加独立兄弟会
1886年，离开学校的沃克全身心投入到兄弟会事业中，担任过兄弟会高层职务，表现出挑战种族和性别不公的精神。她于1895年在成立了兄弟会少年分会。
1902年，她为组织出版了报纸《圣路加先驱报》（The St. Luke Herald） ，不久之后成立圣路加一便士储蓄银行（St. Luke Penny Savings Bank），担任第一任行长，这使她成为第一位创办银行的非裔美国女性。银行建筑由里士满的第一位黑人建筑师查尔斯·塞迪厄斯·罗素设计。除去她之外，银行领导层还有几名女性董事。

## 个人生活
1886年9月14日，她在里士满与建筑商小阿姆斯特德·沃克（Armstead Walker Jr.，1860–1915年）结婚。他们收养了一个女儿波莉·安德森（Polly Anderson），并育有三个儿子：拉塞尔·埃克尔斯·塔尔梅奇·沃克（Russell Eccles Talmadge Walker，生于1890年）、阿姆斯特德·米切尔·沃克（Armstead Mitchell Walker，生于1893年，七个月便去世）和梅尔文·德威特·沃克（Melvin DeWitt Walker ，生于1897年）。他们家于1904年在杰克逊区东利街（East Leigh Street）买了一套房子，随后逐年扩建。
1914年6月20日，在和父亲一起追踪一个窃贼的路上，拉塞尔开枪错杀了父亲。拉塞尔被捕并被控谋杀，五个月后被判无罪。但拉塞尔从未从这个事件中走出来，罹患抑郁症并开始酗酒，1923年11月23日去世。

## 纪念

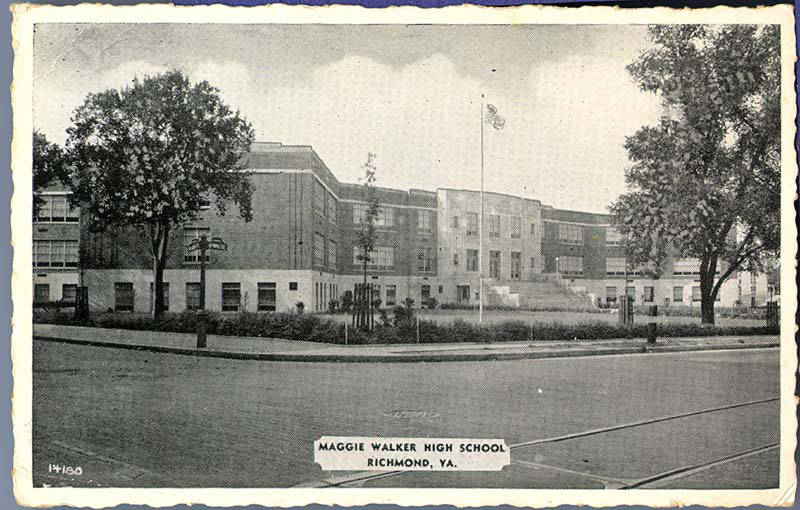
里士满的玛吉·沃克高中

1925年，弗吉尼亚联合大学授予她荣誉硕士学位。2001年，她入选美国青年成就商业名人堂（Junior Achievement U.S. Business Hall of Fame）。里士满当地的玛吉·L·沃克高中（Maggie L. Walker High School）是以她的名字命名的。她在杰克逊区的故居在1978年成为一座美国国家历史遗址，1985年作为博物馆开放。
沃克于2000年被选入弗吉尼亚图书馆历史上的弗吉尼亚女性（Virginia Women in History）名单。

## 扩展阅读
- Jeffrey, Laura S. . Springfield, NJ: Enslow Publishers. 1996. ISBN 9780894907067.
- St. Clair, Sadie Daniel. . CREDO. Radcliffe College.   [2023-03-05]. （原始内容存档于2020-06-01）.
- Ward Plowden, Martha; Jones, Ronald. . Gretna, La: Pelican Pub Co. 2002. ISBN 9781565541979. OCLC 47650434.